# Künsang
Künsang was een koning uit de Rinpung-dynastie die heerste over de regio Tsang in Tibet. Hij volgde zijn vader Norsang op in 1466. Rond 1479 werd hij opgevolgd door zijn zoon Dönyö Dorje.